# Efir
Efir (en russe : Эфир, Éther) est une série de deux satellites scientifiques soviétiques, destinés à étudier le champ magnétique terrestre. Ils devaient étudier le rayonnement cosmique. Les satellites ont été construits par TsSKB Progress.
Les satellites Efir ont été développés à partir des satellites Bion, qui dérivent des satellite de reconnaissance photo Zenit, eux-mêmes adaptés du vaisseau spatial Vostok.

## Historique des lancements
2 satellites ont été lancés, tous par des Soyouz-U depuis Plessetsk.
| Date de lancement | Désignation          | Identifiant COSPAR | Retour sur Terre | Notes |
| ----------------- | -------------------- | ------------------ | ---------------- | ----- |
| 10 mars 1984      | Cosmos 1543 (Efir 1) | 1984-026A          | 4 avril 1984     |       |
| 27 décembre 1985  | Cosmos 1713 (Efir 2) | 1985-120A          | 21 janvier 1986  |       |